# عملية نجم سهيل
عملية نجم سهيل إحدى العمليات التي شنها الجيش السوري، مدعوماً بحزب الله وميليشيات متحالفة أخرى، خلال الحرب الأهلية السورية، عقب هجوم ناجح أعاد تأسيس طريق إمداد الجيش بين حلب ووسط سوريا. وكان هدف العملية هو تطويق حلب وقطع طريق إمداد المعارضة إلى داخل المدينة، وبالتالي محاصرة المناطق التي تسيطر عليها المعارضة.